# Be Cool
Pour les articles homonymes, voir Cool.
Série
Get Shorty
(1995)
Pour plus de détails, voir Fiche technique et Distribution.
Be Cool est un film américain réalisé par F. Gary Gray et sorti en 2005. Adapté du roman du même nom d'Elmore Leonard, il fait suite au film Get Shorty (1995). John Travolta y reprend son rôle de Chili Palmer.
Le film reçoit des critiques presses mitigées. Il récolte 95 millions de dollars au box-office, pour un budget estimé entre 53 et 75 millions de dollars.

## Synopsis
Après une carrière de prêteur sur gages, Chili Palmer (John Travolta) s'est reconverti en producteur de cinéma, très influent à Hollywood. Ses deux premiers films, Get Leo et Get Lost, inspirés de son expérience, ont bien marché. Un peu lassé, Chili veut désormais percer dans un autre milieu : l'industrie musicale. L'assassinat de son meilleur ami, Tommy Athens, le pousse à reprendre l'affaire de ce dernier : le label indépendant NTL. Il s'allie à la veuve de Tommy, Edie Athens (Uma Thurman), pour l'aider à relancer son entreprise en déclin. Chili découvre ensuite la jeune chanteuse Linda Moon (Christina Milian), alors que celle-ci est en représentation avec son groupe. Il décide de la prendre sous son aile malgré les menaces de Raji (Vince Vaughn), un maquereau minable qui croit être le mentor de Linda. 
Chili devra aider Edie à lancer Linda et à remettre sa société sur pied afin d'empêcher ses ennemis de lui mettre le grappin dessus. Parmi eux, Nick Carr (Harvey Keitel), leader de l'ancien label de Linda et autrefois excellent ami de Tommy ; Sin LaSalle (Cedric the Entertainer), un autre producteur véreux et pourri qui en veut à Edie et une bande de truands russes.

## Fiche technique
- Titre original et français : Be Cool
- Titre québécois : Sois cool
- Réalisation : F. Gary Gray
- Scénario : Peter Steinfeld, d'après le roman Be Cool d'Elmore Leonard
- Musique : John Powell
- Direction artistique : Lauren E. Polizzi et Dan Webster
- Décors : Michael Corenblith
- Costumes : Betsy Heimann et Mark Bridges
- Photographie : Jeffrey L. Kimball
- Montage : Sheldon Kahn
- Production : Danny DeVito, Michael Shamberg, David Nicksay et Stacey Sher ; Graham Place (coproducteur) ; Anson Downes, Linda Favila et Andy Gose (associés) ; F. Gary Gray et Elmore Leonard (délégués)
- Sociétés de production : Jersey Films, Metro-Goldwyn-Mayer, Double Feature Films et Nina Saxon Film Design
- Sociétés de distribution : Metro-Goldwyn-Mayer (États-Unis), 20th Century Fox (France)
- Budget : entre 53 et 75 millions de dollars[1],[2]
- Pays de production :  États-Unis
- Langue originale : anglais
- Genre : comédie noire, crime
- Format : Couleur -Format 35 mm -  2,35:1 -  DTS / Dolby Digital / SDDS
- Durée : 118 minutes
- Dates de sortie[3] : 
  - États-Unis, Canada : 4 mars 2005
  - France : 23 mars 2005

## Distribution
- John Travolta (VF : Dominique Collignon-Maurin ; VQ : Jean-Luc Montminy) : Chili Palmer
- Uma Thurman (VF : Odile Cohen ; VQ : Nathalie Coupal) : Edie Athens
- Vince Vaughn (VF : Bruno Dubernat ; VQ : François L'Écuyer) : Raji
- Cedric the Entertainer (VF : Saïd Amadis ; VQ : Yves Corbeil) : Sin LaSalle
- André Benjamin (VF : Ben-J ; VQ : Thiéry Dubé) : Dabu
- Robert Pastorelli (VF : Michel Vigné ; VQ : Marc Bellier) : Joe Loop
- Christina Milian (VF : M'Bembo ; VQ : Éveline Gélinas) : Linda Moon
- Paul Adelstein (VF : Philippe Manœuvre ; VQ : Paul Sarrasin) : Hy Gordon
- Debi Mazar (VF : Martine Irzenski ; VQ : Christine Séguin) : Marla
- Gregory Alan Williams (VF : Frantz Confiac ; VQ : Pierre Chagnon) : Darryl
- Harvey Keitel (VF : Bernard-Pierre Donnadieu ; VQ : Jean-Marie Moncelet) : Nick Carr
- Dwayne Johnson (VF : Dominik Bernard ; VQ : Benoit Rousseau) : Elliot Wilhelm
- Danny DeVito (VF : Michel Fortin ; VQ : Luis De Cespedes) : Martin Weir
- James Woods (VF : Hervé Bellon ; VQ : Sylvain Hétu) : Tommy Athens
- Anthony J. Ribustello (VF : Jacky Brown) : Freddie
- Alex Kubik (VF : Igor De Savitch) : Roman Bulkin
- Darren Carter (VF : Marcel Guido) : Glenn
- Arielle Kebbel (VF : Barbara Tissier) :  Robin
- Kimberly J. Brown (VF : Caroline Victoria) : Tiffany
- Brian Christensen (VF : Sylvain Lemarié) : le russe poilu
- Seth Green (VF : Patrick Mancini) : Shotgun, le directeur de Muic Video (non crédité)

et dans leur propre rôle
- Aerosmith :
  - Steven Tyler
  - Tom Hamilton (le guitariste) (VF : Adrien Antoine)
  - Brad Whitford
  - Joey Kramer
  - Joe Perry

- The Black Eyed Peas
  - will.i.am
  - Fergie
  - apl.de.ap
  - Taboo

- The Pussycat Dolls
  - Kimberly Wyatt
  - Kasey Campbell
  - Ashley Roberts
  - Nicole Scherzinger

- Wyclef Jean
- Fred Durst
- Sergio Mendes
- Gene Simmons
- RZA
- Anna Nicole Smith
- Dan Brown[4] (non crédité)

Source : version française (VF) sur AlloDoublage

## Production

### Genèse du projet
Be Cool est l'adaptation cinématographique du roman du même nom d'Elmore Leonard, lui-même suite de Get Shorty. Get Shorty avait été porté à l'écran en 1995 dans Get Shorty de Barry Sonnenfeld.
À l'origine, Brett Ratner devait réaliser le film avant que F. Gary Gray, habitué à la culture hip-hop, ne soit choisi.

### Attribution des rôles
C'est John Travolta qui suggéra Uma Thurman, sa partenaire de Pulp Fiction, pour le rôle d'Edie. Auparavant, les noms de Jennifer Connelly, Charlize Theron, Naomi Watts et Halle Berry avaient été cités pour ce personnage.
Be Cool est le dernier film de Robert Pastorelli, qui joue ici Joe Loop. Il est décédé en 2004 avant la sortie du film,.
Joe Pesci s'était engagé pour jouer dans le film. Mais il a quitté la production peu de temps avant le début du tournage, pour des raisons inconnues.
Eric Balfour apparaît dans une scène finalement coupée au montage.

### Tournage
Le film a été tourné majoritairement à Los Angeles. La scène du match de basket a été tournée le 26 février 2004 au Staples Center durant une confrontation entre les Lakers et les Kings de Sacramento. Quant au concert d'Aerosmith où chante le personnage de Linda Moon, il a été tourné au Tweeter Center de Mansfield dans le Massachusetts le 24 juin 2004.

## Bande originale
| No  | Titre                                                         | Interprètes                  | Durée |
| --- | ------------------------------------------------------------- | ---------------------------- | ----- |
| 1.  | Fantasy                                                       | Earth, Wind & Fire           | 3:46  |
| 2.  | Hollywood Swinging                                            | Kool & the Gang              | 3:26  |
| 3.  | Be Thankful for What You Got                                  | William DeVaughn             | 5:45  |
| 4.  | Roda                                                          | Elis Regina                  | 2:35  |
| 5.  | Sexy                                                          | The Black Eyed Peas          | 4:44  |
| 6.  | Suga Suga (Reggae Remix)                                      | Baby Bash                    | 4:10  |
| 7.  | The Boss                                                      | James Brown                  | 3:12  |
| 8.  | Ain't No Reason                                               | Christina Milian             | 3:12  |
| 9.  | Believer                                                      | Christina Milian             | 3:14  |
| 10. | Brand New Old Skool                                           | System 7                     | 4:34  |
| 11. | G's and Soldiers                                              | Planet Asia featuring Kurupt | 4:12  |
| 12. | Cool Chill (instrumentale)                                    | John Powell                  | 3:56  |
| 13. | A Cowboy's Work Is Never Done                                 | Sonny & Cher                 | 3:15  |
| 14. | You Ain't Woman Enough (interprété par The Rock dans le film) | Loretta Lynn                 | 3:31  |

Autres chansons présentes dans le film
- Act a Ass - E-40
- Autumn Blue
- Best of My Love - Christina Milian, Carol Duboc et Minae Noji
- Symphonie nº 9 de Beethoven - Dean Hurley
- Brazilian Day - XMAN
- Chattanooga Choo Choo - Steve Lucky & The Rhumba Bums
- Cooliest - Jimi Englund
- Cryin' - Aerosmith et Christina Milian
- Deanstone" - Dean Hurley
- (Everytime I Hear) That Mellow Saxophone - Steve Lucky & The Rhumba Bums
- Heistus Interruptus"
- Kiss Me - Sixpence None the Richer
- Knockin' on Heaven's Door - Bob Dylan
- Lady Marmalade - Carol Duboc et Minae Noji
- La Primavera
- Melbourne Mansion
- Memories - Eisley
- Me So Horny - 2 Live Crew
- Moving On
- Praia de Genipabu - Barbara Mendes
- Rock It Like Diss - Jahmaal Rashad
- Santa Monica Man - Dean Hurley
- Short Pimp - Noah Lifschey and Dylan Berry
- Strings in Velvet - Manfred Minnich
- Travel Russia #2 - The Dollhouse Players
- Wild Out - Cheming (featuring XMAN)

## Accueil

### Critique
Sur l’agrégateur de critiques Rotten Tomatoes, il obtient 30% d'avis favorables pour 171 critiques et une note moyenne de 4,6⁄10. Le consensus suivant résume les critiques compilées par le site : « Be Cool est tiède, carré et tiède ; comme une parodie de l'industrie de la musique, il a deux pieds gauches ». Sur Metacritic, il obtient une note moyenne de 37⁄100 pour 38 critiques.
Sur le site AlloCiné, qui recense 17 critiques de presse, le film obtient la note moyenne de 3⁄5
.

### Box-office
| Pays ou région     | Box-office      | Date d'arrêt du box-office | Nombre de semaines |
| ------------------ | --------------- | -------------------------- | ------------------ |
| États-Unis, Canada | 56 046 979 $    | 28 avril 2004              | 8                  |
| France             | 270 777 entrées | -                          | -                  |
| Total mondial      | 95 763 716 $    |                            |                    |

## Clins d’œil et références
- On peut remarquer trois points communs flagrants entre ce film et Pulp Fiction. Tout d'abord, trois des acteurs principaux (John Travolta, Uma Thurman et Harvey Keitel) tiennent également des rôles importants dans Pulp Fiction. Par ailleurs, c'est un clin d’œil à Pulp Fiction lorsque Travolta et Thurman dansent tous deux au son des Black Eyed Peas. De plus, John Travolta était aux toilettes lors de l'assassinat de Tommy (à chaque fois qu'il va aux toilettes dans Pulp Fiction, il a un problème).
- Dans le film, on peut voir une affiche représentant Harry Zimm, le producteur joué par Gene Hackman dans Get Shorty.
- Le personnage de Martin Weir, joué par Danny DeVito, s'inspire de Chili qui conduit une voiture hybride, la Honda Insight. Dans le premier film, il « volait » à Chili l'idée de rouler dans un monospace.
- Harvey Keitel interprète ici Nick Carr. Dans le premier film, il apparaissait de manière non créditée dans le « film dans le film » à la fin.
- Le nom du personnage d'Elliot Wilhelm est une référence d'Elmore Leonard au critique de film du même nom. Le « vrai » Elliot Wilhelm fait d'ailleurs un caméo dans le film. Il joue le patron du Viper Room[4].